# Hirstein
Hirstein ist ein Ortsteil der Gemeinde Namborn, Landkreis St. Wendel, Saarland und bildet einen eigenen Gemeindebezirk.

## Geographie
Der Ort liegt 340 m über N.N. Der Friedenberg mit 509 m (Grenze Hirstein zu Mosberg-Richweiler) bildet den höchsten Punkt in der Gemeinde Namborn.
Bachläufe: Eichertsbach, Wallesbach, Dreibach.

## Geschichte

### Ortsgeschichte
Ersterwähnung 1397 als Hirstein. Hirstein gehörte zur Grafschaft Veldenz, das vom Herzogtum Pfalz-Zweibrücken beerbt wurde. Im Zuge der Französischen Revolution kam es zur Mairie Walhausen. Im April 1817 kam Hirstein als einziger Ort der heutigen Gemeinde Namborn zum Fürstentum Birkenfeld im Großherzogtum Oldenburg. 1937 wurde der Restkreis St. Wendel-Baumholder mit dem ehemaligen Fürstentum/Landesteil Birkenfeld zum neu gebildeten Kreis Birkenfeld. Am 20. Juli 1946 kommt Hirstein ins Saarland zum Amt Türkismühle (ab 1. Nov. 1956 in Amt Nohfelden umbenannt) und am 1. Mai 1947 zum Amt Namborn.
Am 1. Januar 1974 wurde Hirstein in die Gemeinde Namborn eingegliedert.
Verwaltungszugehörigkeit nach 1794:

- 1798 bis 1814 – Mairie Walhausen
- 1814 bis 15. April 1817 – Bürgermeisterei Walhausen
- 16. April 1817 bis 19. Juli 1946 – Bürgermeisterei/Amt Nohfelden
- 20. Juli 1946 bis 25. Februar 1947 – Amt Türkismühle
- 26. Februar 1947 bis 30. April 1947 – Verwaltungsbezirk Türkismühle
- 1. Mai 1947 bis 31. August 1951 – Verwaltungsbezirk Namborn
- 1. September 1951 bis 30. Juni 1952 – Amt Namborn
- 1. Juli 1952 bis 31. Dezember 1973 – Amt Oberkirchen-Namborn
- 1. Januar 1974 bis heute – Gemeinde Namborn

### Pfarrzugehörigkeit
Hirstein gehört zur Pfarrei Wolfersweiler und Pfarrei St. Wendel. Die Bevölkerung ist überwiegend evangelischer Religion, was mit ihrer geschichtlichen Bindung an das seit 1533 reformierte Herzogtum Pfalz-Zweibrücken zusammenhängt.

### Einwohnerzahlen
- 1819 = 154 Einwohner – Bürgermeisterei Nohfelden (Fürstentum Birkenfeld/Herzogtum Oldenburg)[4]
- 1843 = 209 Einwohner – Bürgermeisterei Nohfelden (Fürstentum Birkenfeld/Herzogtum Oldenburg)[5]
- 17. Mai 1939 = 689 Einwohner – Amt Nohfelden (Rheinprovinz) – Volkszählung 1939[6]
- 14. November 1951 = 806 Einwohner – Amt Namborn (Saarland) – Volkszählung 1951
- 6. Juni 1961 = 920 Einwohner – Amt Oberkirchen-Namborn – Volkszählung 1961 – 174 Wohngebäude[7]
- 27. Mai 1970 = 931 Einwohner – Amt Oberkirchen-Namborn – Volkszählung 1970
- 31. Dezember 1973 = 929 Einwohner – Amt Oberkirchen-Namborn – Gebiets- und Verwaltungsreform zum 1. Januar 1974[8]
- 25. Mai 1987 = 998 Einwohner – Gemeinde Namborn – Volkszählung 1987[9]

## Politik

### Gemeindebezirk
Der Ortsrat mit neun Sitzen setzt sich nach der Kommunalwahl vom 9. Juni 2024 bei einer Wahlbeteiligung von 72,95 % wie folgt zusammen:
- FLN: 61,86 % = 6 Sitze
- SPD: 21,94 % = 2 Sitze
- CDU: 16,21 % = 1 Sitz

### Ortsvorsteher
- 1974 bis 2003: Horst Gerhart, SPD
- 2003 bis 6. Januar 2016: Manfred Gondolf, SPD
- 7. Januar 2016 bis ........: Konrad Haßdenteufel, CDU – ab 2019 FLN

### Ortswappen
Hirstein führte bereits als ehemalige selbständige Gemeinde seit 1966 ein Wappen, das heute als Ortswappen weitergeführt wird.

Beschreibung: „Unter silbernem Schildhaupt, darin drei blaue Lilien; in Schwarz drei mit den Spitzen im Dreipass zusammengestellte goldene Pflugscharen.“

## Wirtschaft und Infrastruktur
- Kindergarten Hirstein

### Verkehr
Hirstein wird von der Bundesstraße 41 durchschnitten. Anfang der 1970er-Jahre wurde das Planfeststellungsverfahren zur Umgehung von Hirstein und Wolfersweiler gestoppt.

## Persönlichkeiten
- Friedel Läpple – ehemaliger Minister des Innern, wohnte von 1962 bis 1966 in Hirstein
- Heinz Burger – ehemaliger Bürgermeister der Stadt Ottweiler
- Herbert Müller – ehemaliger Bürgermeister der Gemeinde Namborn